# Dahlgren (kommun)

Karta som visar Dahlgren i Hamilton County, Illinois.

Dahlgren är en kommun (township) i Hamilton County, Illinois uppkallad efter amiral John A. Dahlgren.
Kommunen hade 1 220 invånare vid folkräkningen 2010. Inom kommunen ligger municipalsamhället Dahlgren.